# Dangerously Close
Dangerously Close  este un film american thriller de acțiune din 1986 regizat de Albert Pyun. Rolurile principale au fost interpretate de actorii John Stockwell, J. Eddie Peck și Carey Lowell. Filmul a fost remarcat la momentul lansării pentru că a făcut parte dintr-un val de filme pentru adolescenți cu justițiari din anii 1980, care explorează șovinismul de dreapta care câștiga popularitate în Statele Unite.

## Prezentare
La o școală de elită, un grup de studenți care se numesc Sentinelele încep să-și terorizeze colegii de clasă nedoriți din punct de vedere social. Curând, una dintre țintele lor ajunge să fie ucisă cu brutalitate. Un editor al ziarului de liceu începe să investigheze, iar Sentinelele devin și mai nemiloase în comportamentul lor.

## Distribuție
- John Stockwell - Randy McDevitt
- J. Eddie Peck - Danny Lennox
- Carey Lowell - Julie
- Bradford Bancroft - Krooger Raines
- Don Michael Paul - 'Ripper'
- Thom Mathews - Brian Rigletti
- Gerard Christopher - Lang Bridges
- Madison Mason - Corrigan
- Anthony De Longis - Smith Raddock
- Carmen Argenziano - Molly
- Miguel A. Nunez Jr. - Leon Biggs
- Dedee Pfeiffer - Nikki
- Karen Lorre - Betsy
- Greg Finley - Morelli
- Debra Berger - Ms. Hoffman
- Angel Tompkins - Ms. Waters
- Rosalind Allen - Mrs. McDonald
- David Boyle - Mr. McDonald
- Eric Bartsch - Pete Bentley
- Joe Nipote - Steve
- Tony Kienitz - Paul
- Dru-Anne Perry - Barbie
- Paul Mitchell Rosenblum - Toby
- Kelly Chapman - Bobbi Page
- Rebecca Cruz - Vanessa
- Dan Bradley - Bouncer
- Brian Maguire - Police Sergeant
- William Zimmerman - Policeman
- Tom Fridley - Student